# روبرت لومباردو
روبرت لومباردو (بالإنجليزية: Robert Lombardo)‏ هو ملحن أمريكي، ولد في 5 مارس 1932 في هارتفورد في الولايات المتحدة.

## روابط خارجية
- روبرت لومباردو على موقع IMDb (الإنجليزية)